# العاشر والذئب (فلم)
العاشر والذئب، فيلم من إنتاج 2006 عن المافيا، أخرجه روبرت موريسكو. أخذ الفيلم عن قصة حقيقية عن حرب غوغاء وقعت في جنوب فيلادلفيا. الفيم من بطولة جيوفاني ريبيسي وجيمس مارسدن وبراد رينفرو، كما شارك فيه كل من بايبر بيرابو وفال كيلمر ودينيس هوبر وليزلي آن وارن وتومي لي وبريان دينيهي.
يستند الفيلم على قصة كتبها «دوني براسكو» وهو الاسم السري لعميل مكتب التحقيقات الفيدرالي «جوزيف بيستون»، الذي تسلل إلى صفوف المافيا بنجاح وقد تناول فيلم دوني براسكو من بطولة جوني ديب وآل باتشينو.
على الرغم من أن أحداث الفيلم تقع في فيلادلفيا (بنسيلفانيا) إلا أنه صُور في بيتسبرغ (بنسيلفانيا).
لم ينجُ الفيلم من انتقاد النقاد. ففي شهر تشرين الأول (أوكتوبر) عام 2010، حصل على تقييم 19% في موقع الطماطم الفاسدة بناءً على 27 مراجعة.

## روابط خارجية
- الموقع الرسمي
- مقالات تستعمل روابط فنية بلا صلة مع ويكي بيانات
- العاشر والذئب في موقع الطماطم الفاسدة
- ستيفن هولدن (18 أغسطس 2006). "مراجعة فيلم العاشر والذئب". نيويورك تايمز. مؤرشف من الأصل في 2010-12-01.